# Cosmos 166
Cosmos 166 (en cirílico, Космос 166) fue un satélite artificial científico soviético perteneciente a la clase de satélites DS (el primero de los dos modelos de tipo DS-U3-S) y lanzado el 16 de junio de 1967 mediante un cohete Cosmos-2I desde el cosmódromo de Kapustin Yar.

## Objetivos
La misión de Cosmos 166 consistió en realizar estudios sobre el Sol en diferentes zonas espectrales.

## Características
El satélite tenía una masa de 400 kg (aunque otras fuentes indican 357 kg) y fue inyectado inicialmente en una órbita con un perigeo de 283 km y un apogeo de 578 km, con una inclinación orbital de 48,4 grados y un periodo de 93 minutos. Una maqueta del satélite fue expuesta en el Salón Internacional de Aeronáutica y del Espacio en Le Bourget en 1969.
Cosmos 166 reentró en la atmósfera el 25 de octubre de 1967.

## Resultados científicos
Cosmos 166 llevó a cabo mediciones sobre las erupciones solares en rayos X.